# Last Night on Earth: Live in Tokyo
Pour les articles homonymes, voir Live in Tokyo.
Last Night on Earth: Live in Tokyo est un EP live du groupe de punk rock californien Green Day enregistré à l'Akasaka BLITZ, dans le quartier de Minato à Tokyo, au Japon. Il est sorti en format CD le 11 novembre 2009 au Japon et est disponible en importation dans les autres pays depuis le 1er décembre. Il est également disponible sur le iTunes Store. Bien que le titre de cet EP soit Last Night on Earth, la chanson du même titre n'y figure pas.

## Liste des titres
1. 21st Century Breakdown – 6:16
2. Know Your Enemy – 3:57
3. Last of the American Girls – 3:54
4. 21 Guns – 5:02
5. American Eulogy – 3:32
6. Basket Case – 3:03
7. Geek Stink Breath – 2:04